# Episodi di Missing (prima stagione)
La prima stagione della serie televisiva Missing è composta da 18 episodi, è andata in onda negli Stati Uniti dal 2 agosto 2003 al 24 gennaio 2004 sul canale televisivo Lifetime. Invece in Italia viene trasmessa su Canale 5 dal 12 luglio al 6 settembre 2006 i primi 17 episodi (con due episodi a settimana, ad eccezione del 6 settembre che viene trasmesso solo l'episodio Vittoria.), invece l'ultimo episodio La vita che verrà viene trasmessa il 9 dicembre dello stesso anno sempre su Canale 5. Viene trasmessa anche con il titolo anglofone 1-800-Missing.
| nº | Titolo originale            | Titolo italiano       | Prima TV USA      | Prima TV Italia  |
| -- | --------------------------- | --------------------- | ----------------- | ---------------- |
| 1  | Pilot                       | Il sogno premonitore  | 2 agosto 2003     | 12 luglio 2006   |
| 2  | They Come as They Go        | Incubo a colori       | 9 agosto 2003     | 12 luglio 2006   |
| 3  | Insomnia                    | Insonnia              | 16 agosto 2003    | 19 luglio 2006   |
| 4  | I Thought i Knew You        | I segreti di famiglia | 23 agosto 2003    | 19 luglio 2006   |
| 5  | Thin Air                    | Scomparsa nel nulla   | 6 settembre 2003  | 26 luglio 2006   |
| 6  | Never Go Against the Family | Odio in famiglia      | 13 settembre 2003 | 26 luglio 2006   |
| 7  | This is Your Life           | Una vita in pericolo  | 20 settembre 2003 | 2 agosto 2006    |
| 8  | Ties That Bind              | La sposa scomparsa    | 27 settembre 2003 | 2 agosto 2006    |
| 9  | M.I.A.                      | I segreti dei padri   | 11 ottobre 2003   | 9 agosto 2006    |
| 10 | 72 Hours to Kill            | 72 ore per morire     | 18 ottobre 2003   | 9 agosto 2006    |
| 11 | Deliverance from Evil       | Assassini per natura  | 1º novembre 2003  | 16 agosto 2006   |
| 12 | Victoria                    | Sogni e simboli       | 8 novembre 2003   | 16 agosto 2006   |
| 13 | White Whale                 | L'accademia militare  | 22 novembre 2003  | 23 agosto 2006   |
| 14 | Basic Training              | La formula segreta    | 6 dicembre 2003   | 23 agosto 2006   |
| 15 | Father Figure               | Scandalo all'FBI      | 13 dicembre 2003  | 30 agosto 2006   |
| 16 | Lost Sister                 | Delirio               | 3 gennaio 2004    | 30 agosto 2006   |
| 17 | Delusional                  | Vittoria              | 10 gennaio 2004   | 6 settembre 2006 |
| 18 | These Dreams Before me      | La vita che verrà     | 24 gennaio 2004   | 9 dicembre 2006  |

## Il sogno premonitore
- Titolo originale: Pilot
- Diretto da:
- Scritto da:

### Trama
È buio e l'auto dell'agente Brooke Haslett sfreccia sulla strada. Quando l'auto esce di scena, due donne, una madre e una figlia, si fanno strada per andare alla ricerca del figlio Douglas, Dag per gli amici. Lo trovano fermo sulla struttura di un ponte in costruzione. Dag contempla l'acqua che scorre sotto il ponte. Jesse, la sorella, lo vede e lo implora di non muoversi, ma Dag gli dice che sta parlando con il padre. Non proprio meravigliata, Jesse gli dice che il padre è morto. Dag non è nuovo a queste allucinazioni. Ha perso il contatto con la realtà. I due fratelli iniziano a dialogare e Jesse sembra convincere il fratello a rientrare a casa, quando Dag perde l'equilibrio e cade. Mentre Jesse tenta di prenderlo, si scatena un temporale e Jesse perde l'equilibrio, ma si mantiene ad un palo della struttura del ponte. Un fulmine colpisce la struttura, così Jesse viene percorsa da corrente elettrica.